# Króksfjörður
Króksfjörður är en fjord i republiken Island.   Den ligger i regionen Västfjordarna, i den västra delen av landet, 150 km norr om huvudstaden Reykjavík. Den har fått namn efter landnamsmannen Þórarinn krókur, som var den förste som slog sig ned där.